# Quinzanas
Quinzanas es una parroquia del concejo de Pravia, en el Principado de Asturias (España), y una casería de dicha parroquia. La casería de Quinzanas es la única entidad singular de población de la parroquia. Albergan una población de 71 habitantes (INE 2019) en 80 viviendas. La parroquia ocupa una extensión de 2,61 km², siendo la menos extensa de Pravia. La casería está situada a 5,1 km de la capital del concejo. Su templo parroquial está dedicado a Santa María, aunque se celebra con oficio religioso la festividad de Santa Ana.

## Historia
El término Quinzanas aparece documentado en el siglo XI como Quinzanes en una donación hecha a la iglesia de Oviedo en el año 1086. Fue coto señorial del Marqués de Valdecarzana hasta el año 1774, que pasó a ser parroquia del concejo de Pravia.
En 1827, Sebastián Miñano la recoge, en su Diccionario geográfico - estadístico de España y Portugal como Quinzanas de Arriba, siendo Quinzanas de Abajo un lugar de ésta:

QUINZANAS DE ABAJO, L. de Esp., provincia de Asturias, obisp. de Oviedo, parroquia de Quinzanas de Arriba (véase este artículo).

QUINZANAS DE ARRIBA, Parroquia de España, prov. de Asturias, obispado de Oviedo; 103 vec., 515 habitantes, 1 iglesia matriz. Sit. con exposición al N.O., sobre la pendiente de un cerro, cuya falda está en la vega por donde corre el Narcea, y a espaldas de aquel está Pronga, que cae sobre el Nalón, río también caudaloso; por manera que las dos parroquias forman una especie de península en figura de ángulo, en cuyo vértice se verifica la confluencia de los dos ríos Nalón y Narcea, que corren unidos el espacio de 13 leg. por una ancha y fértil vega, hasta desembocar en el mar por el puerto llamado San Esteban de Pravia. El río Nalón corre de S. a N., y tiene su origen en la fuente del mismo nombre en el puerto seco de Tarna, y atraviesa en su curso Langreo, donde están las más ricas minas de carbón de piedra que se conocen. Confina por E. con la de San Tirso de Candamo, por O. con la de Corias, por N. con las de Pravia y Pronga, y por S. con la de San Justo de las Dorigas. Se compone esta parroquia de los lugares de Quinzanas de Abajo, Veygañán y Cabezas (las). Los vecinos se dedican a la pesca y agricultura, y cogen maíz, habas, poca escanda, algo de lino, ciruelas, melocotón, algunas castañas y manzana, de que hacen sidra. Dista 6 leguas de Oviedo y 2 de Grado.
Diccionario geográfico-estadístico de España y Portugal. Sebastián Miñano. Año 1827

Por su parte, Pascual Madoz, en su diccionario fechado en 1849, denomina la parroquia como Quinzanas, siendo Quinzanas de Arriba y Quinzanas de Abajo lugares de ésta:

QUINZANAS (STA. MARÍA): feligresía en la provincia y diócesis de Oviedo (5 4/2 leguas), partido judicial y ayuntamiento de Pravia (4/2). SITUACIÓN: en ambas márgenes del río Narcea poco antes de su confluencia en el Nalón. Reinan todos los vientos; CLIMA: templado y sano. Tiene 65 casas en los lugares de Cabañas, Quinzanas de Abajo, Quinzanas de Arriba, Sarrapio y Veigañán. Hay escuela de primeras letras frecuentada por unos 40 niños y dotada con 500 reales por la casa de Valdecarzana. La iglesia parroquial (Santa María), se halla servida por un cura de ingreso y patronato laical: junto a la iglesia está el cementerio; y en Veigañán una ermita dedicada a San Roque. Confina el término al norte Pravia; al este Pronga; al sur San Tirso y San Justo y al oeste Corias y San Justo. El terreno es de buena calidad y tiene algunas fuentes de buenas aguas: en varios puntos se crían robles, castaños, arbustos y frutales, habiendo álamos a orillas del Narcea. Produce escanda, maíz, habas, castañas, patatas, frutas y algún lino; se cría ganado vacuno, de cerda, lanar y alguna yegua: caza de perdices, liebres y codornices y pesca de varias especies. INDUSTRIA: la agrícola, 3 molinos harineros y pisones de manos para limpiar la escanda. POBL: 80 vecinos, 325 almas. CONTR: con su ayuntamiento. (Véase).
Diccionario geográfico-estadístico-histórico de España y sus posesiones de Ultramar. Pascual Madoz. Año 1849.

## Geografía

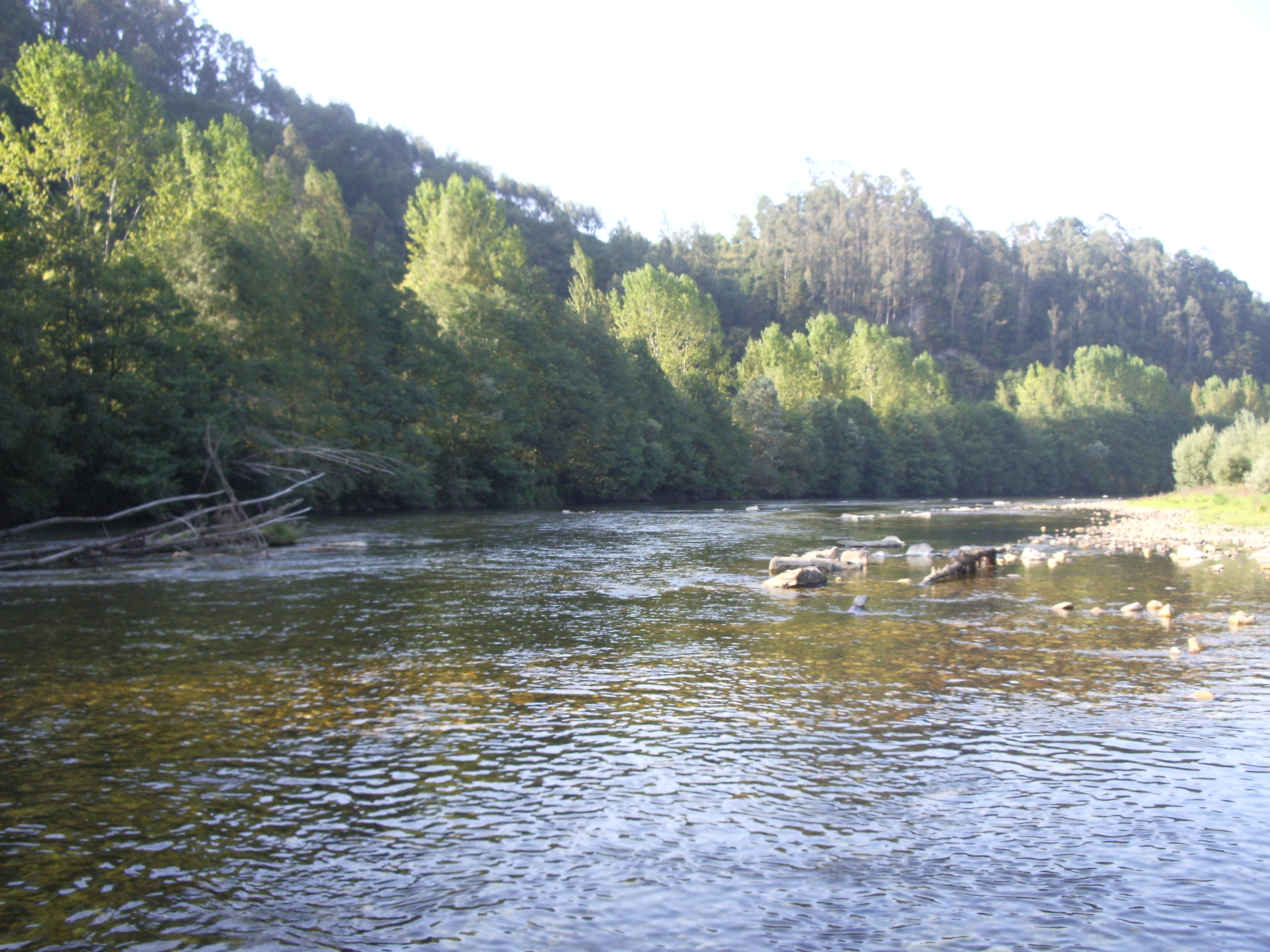
Río Narcea en Quinzanas.

La parroquia de Quinzanas está situada al suroeste del concejo de Pravia, en un pequeño meandro del río Narcea en los límites con los concejos de Candamo y Salas.
Quinzanas limita al norte con la parroquia de Pravia; al noroeste con la de Pronga; al este con la candamina de San Tirso; al sur con la salense de San Justo; y al oeste y noroeste, sirviendo de frontera natural el río Narcea, con la parroquia de Corias.
La historia de Quinzanas ha estado estrechamente vinculada al río Narcea, del cual se sitúa en su margen derecha, que discurre de suroeste a noreste y que confluye con el río Nalón en la parroquia de Pravia, concretamente en Forcinas, muy cerca de los límites parroquiales de Quinzanas y Pronga. Es esta zona una de las más importantes de Europa para la pesca fluvial, tanto de salmón como de trucha o reo.
Al sureste, y de espalda al pueblo, se encuentra la Cordillera de Quinzanas, que, además, sirve de frontera natural entre los concejos de Pravia y Candamo. Sus cotas son poco pronunciadas, destacando, el Alto de la Cogolla (343 m s. n. m.) y el Pico Ramón (296 m s. n. m.). Posee importantes plantaciones de castaño y roble, si bien en los últimos años la tendencia es hacia el pino y el eucalipto.

## Barrios
Aunque hoy, la parroquia de Quinzanas sólo comprende una entidad singular de población, Quinzanas, con la categoría histórica de casería, posee cuatro agrupamientos poblacionales bien diferenciados a los que ya se hacía referencia en el Diccionario de Madoz:
- Quinzanas de Arriba: situado al noreste, en la loma que forma la Peña Pronga. A su vez, se divide en pequeños barrios: Docina, La Vallina, Entrelaiglesia, La Reguera y La Brueva.
- Quinzanas de Abajo: alineado en dirección norte sur-este hasta la vega. A su vez, se divide en pequeños barrios: El estornin, Tranvaregueras, La Xuiria, La Cuesta y El Xardín.
- Serrapiu: deshabitado desde mediados del siglo XX, se encuentra en un pequeño valle en lo alto del Cordal de Quinzanas.
- El Puente: situado en las inmediaciones del Puente de Quinzanas. Surgió a mediados del siglo XX con edificaciones construidas como refugios de pesca fluvial y residencias estivales. Según algunas fuentes,[2] este núcleo recibe el nombre de Colonia Santa Ana del Narcea y fue construido para los trabajadores de la estación de bombeo del Canal del Narcea, que abastece de agua a la factoría siderúrgica de Arcelor de Avilés.

Por otra parte, hasta mediados del siglo XX, el núcleo de Vegañán pertenecía a la parroquia de Quinzanas. Hoy se enmarca dentro de la parroquia de Corias.

## Economía
La economía de Quinzanas se ha basado, hasta finales del siglo XX, en la ganadería, principalmente vacuno lechero; en la agricultura, gracias a su fértil vega bañada por el río Narcea de cuyas aguas se han alimentado los diferentes sistemas de riego que han existido; y en menor medida en la explotación forestal, la caza y la pesca.
Actualmente, la ganadería prácticamente ha desaparecido, si bien la agricultura sigue presente, siendo de carácter doméstico en las huertas familiares, dedicándose gran parte de la vega al cultivo de escanda para la fabricación de pan.

## Comunicaciones
La carretera AS-39 cruza y comunica Quinzanas con Pravia, a través de las carreteras AS-16 y AS-347; y con Pronga y San Tirso, este último en el concejo de Candamo.

## Arte

### Iglesia
Consta de una única nave con cabecera cuadrada, dos capillas en el lateral izquierdo y pórtico con arcos de medio punto en el lateral derecho.

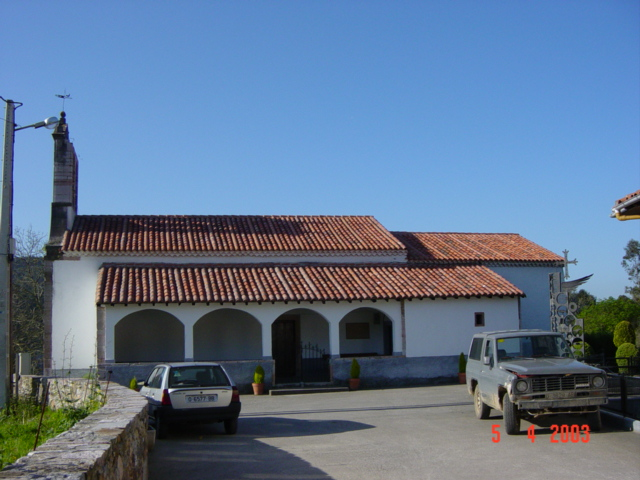
Iglesia de Quinzanas.

Las obras de restauración de la iglesia, acometidas entre el año 2000 y el 2002, han permitido localizar la pilastra fundacional, que conserva una falange humana. Las pruebas del carbono 14, realizadas sobre esa falange, han permitido datar la iglesia en el siglo VIII, es decir, en la época contemporánea al establecimiento de la corte del Reino de Asturias en Pravia, coincidiendo con el reinado del Rey Silo y con la construcción de la iglesia prerrománica de Santianes.
Además, la iglesia conserva importantes frescos bajomedievales en la cúpula del altar mayor, de estilo románico arcaizante, del siglo XV, que representan el juicio final: Cristo Juez entronizado, la Virgen María, San Juan Bautista, Santos y Ángeles sobre un mar de fuego. En el techo de la bóveda, el cielo con estrellas y el tribunal de los Apóstoles enmarcados en arcos de medio punto con columnas. Estas pinturas son contemporáneas a las halladas en el templo de Pronga, y anteriores a las de Luerces, de estilo manierista, perteneciente al renacimiento tardío.
Por otra parte, existen varias imágenes importantes:
- Cristo crucificado, de estilo gótico, del siglo XIV.
- Triple imagen de Santa Ana, del siglo XV o XVI.
- San Roque del siglo XVIII.
- San Antonio del siglo XVIII.

### Otras construcciones de importancia

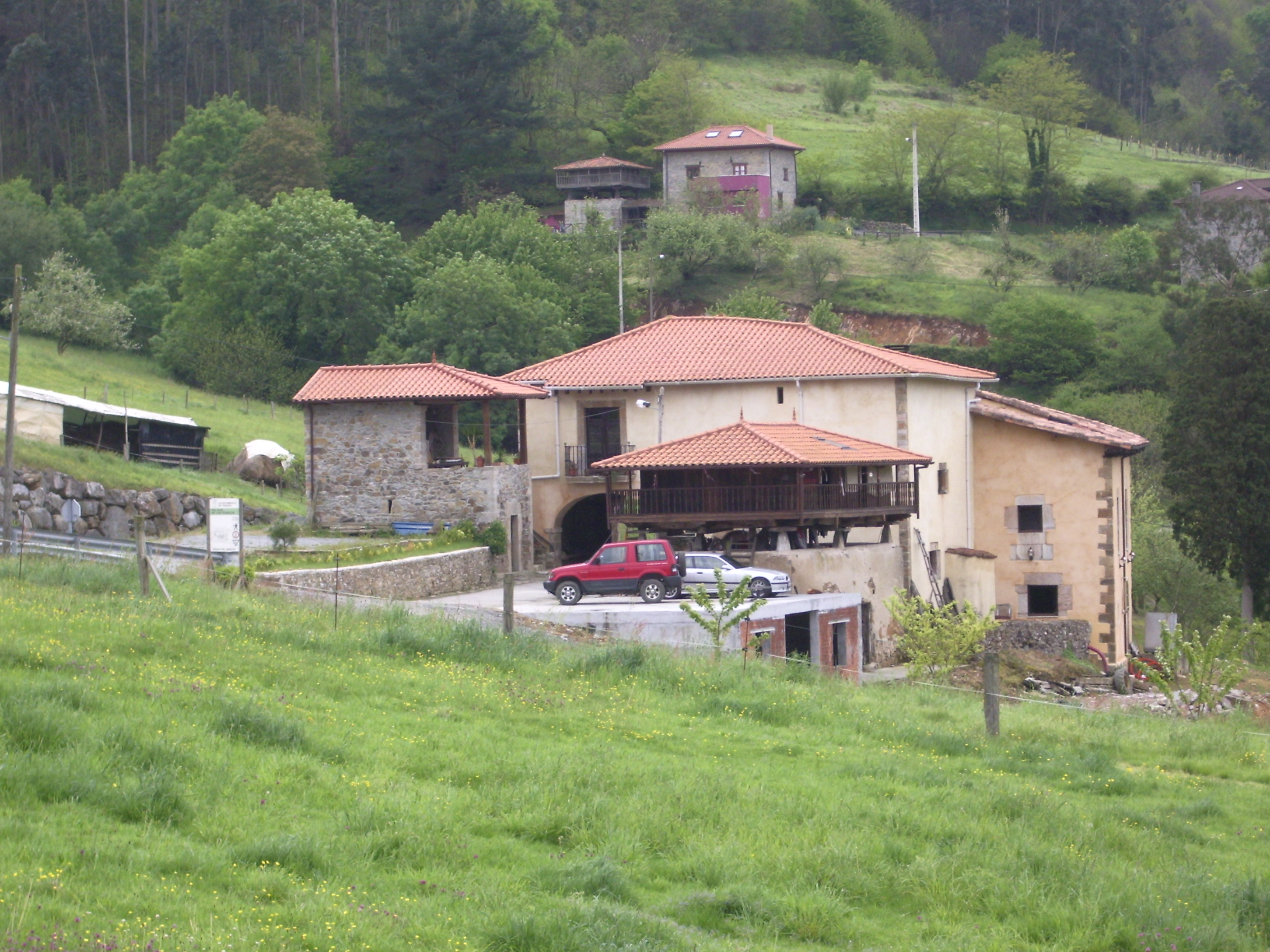
Palacio de los Francos.

Dispone de un palacio denominado Palacio de los Francos, que data del siglo XVI-XVII, utilizado como residencia de verano por el Marqués de Valdecarzana, tiene en su fachada norte los escudos de las familias Cuervo y Franco. La carretera AS-39 discurría a través de un túnel por debajo del citado palacio, impidiendo el acceso a Quinzanas de camiones, autobuses y demás vehículos que superasen los 2,5 metros de altura. Aunque estaba en servicio desde finales del año 2002, el 28 de febrero de 2003 se inauguró oficialmente un desvío que evita el paso del túnel bajo el palacio.
Además, existen otras construcciones que por recientes no dejan de ser importantes, como es el caso de La Carrada.

## Fiestas
Quinzanas celebra, con oficio religioso, la festividad de Santa Ana. La fecha de celebración varía año tras año, hacia el fin de semana más próximo al 26 de julio.
Hasta mediados del siglo XX se celebró también la festividad de San Antonio, el 13 de junio.